# Halichoeres melanotis
Espèce
Halichoeres melanotis est une espèce de poisson osseux de la famille des Labridae. Il est endémique du Mexique et de Costa Rica. Il peut atteindre une longueur maximale de 13 cm.